# Skärholmens stadsdelsområde
Skärholmen är ett stadsdelsområde i Söderort i  Stockholms kommun med 37 151 invånare den 31 december 2022. Stadsdelsområdet omfattar stadsdelarna Bredäng, Sätra, Skärholmen och Vårberg. Stadsdelsnämnden startade sin verksamhet den 1 januari 1997 som en av 24 stadsdelsområden.